# Кубок Америки по футболу 2021
Кубок Америки по футболу 2021 — 47-й розыгрыш главного мужского футбольного турнира среди южноамериканских команд, организуемого КОНМЕБОЛ, который проходил с 13 июня по 10 июля 2021 года в Бразилии.
Впервые с 1983 года, когда Кубок Америки проводился в разных странах, турнир должны были принять два организатора. Изначально Кубок должен был пройти в середине 2020 года в Аргентине и Колумбии, но, в связи с пандемией коронавируса, сначала в марте 2020 года был перенесён на 2021 год, затем в мае 2021 года лишился в качестве организатора Колумбии, а позже было принято решение перенести турнир в Бразилию.
Начиная с этого розыгрыша, турнир будет проходить раз в четыре года по чётным годам; следующий турнир запланирован на 2024 год.
В Кубке Америки 2020 должны были участвовать 12 сборных. Две приглашённых сборные — Австралия и Катар — отказались от участия, и количество участников сократилось до 10 членов КОНМЕБОЛ.
В апреле 2021 года в Колумбии обострилась ситуация с общественным порядком — по стране прокатились волны протестов, связанных как с планировавшимся принятием нового налогового законодательства, так и с недовольством жёсткими санитарными ограничениями. В начале мая КОНМЕБОЛ отвергла предложение правительства Колумбии о переносе турнира на ноябрь. 31 мая КОНМЕБОЛ сообщила в своём официальном аккаунте в твиттере о приостановке организации Кубка Америки в Аргентине. Позже в тот же день было объявлено о переносе турнира в Бразилию, успешно организовавшую предыдущий Кубок в 2019 году.

## История
В марте 2017 года КОНМЕБОЛ предложила сместить год проведения турнира с нечётного на чётный. После Кубка Америки 2019, который прошёл на полях Бразилии, начиная с 2020 года, а следующий турнир состоится в Эквадоре в 2024 году. Это приведёт к тому, что турнир будет проходить в те же годы, что и чемпионат Европы УЕФА.
26 октября 2018 года на заседании Совета ФИФА в Кигали (Руанда) была удовлетворена просьба о проведении Кубка Америки в чётные годы, начиная с 2020 года. Было утверждено, что турнир будет проходить с 12 июня по 12 июля 2020 года, то есть ровно в те же даты, что и Евро-2020.
13 марта 2019 года КОНМЕБОЛ объявила Аргентину и Колумбию в качестве соорганизаторов турнира 2020 года после того, как заявка США была отклонена. Это было официально объявлено в тот же день, когда КОНМЕБОЛ утвердила новый формат соревнований. Он был официально утверждён 9 апреля 2019 года на конгрессе КОНМЕБОЛ в Рио-де-Жанейро (Бразилия).

## Организация турнира

### Стадионы
Турнир проходит на пяти стадионах в четырёх городах, причём «Маракана» примет только одну финальную игру.
| Рио-де-Жанейро Гояния Куяба БразилиаКубок Америки по футболу 2021, Бразилия | Рио-де-Жанейро Гояния Куяба БразилиаКубок Америки по футболу 2021, Бразилия | Бразилиа                                    |
| --------------------------------------------------------------------------- | --------------------------------------------------------------------------- | ------------------------------------------- |
| Рио-де-Жанейро Гояния Куяба БразилиаКубок Америки по футболу 2021, Бразилия | Рио-де-Жанейро Гояния Куяба БразилиаКубок Америки по футболу 2021, Бразилия | Национальный стадион                        |
| Рио-де-Жанейро Гояния Куяба БразилиаКубок Америки по футболу 2021, Бразилия | Рио-де-Жанейро Гояния Куяба БразилиаКубок Америки по футболу 2021, Бразилия | Вместимость: 69 349                         |
| Рио-де-Жанейро Гояния Куяба БразилиаКубок Америки по футболу 2021, Бразилия | Рио-де-Жанейро Гояния Куяба БразилиаКубок Америки по футболу 2021, Бразилия |                                             |
| Рио-де-Жанейро Гояния Куяба БразилиаКубок Америки по футболу 2021, Бразилия | Рио-де-Жанейро Гояния Куяба БразилиаКубок Америки по футболу 2021, Бразилия | Куяба                                       |
| Рио-де-Жанейро Гояния Куяба БразилиаКубок Америки по футболу 2021, Бразилия | Рио-де-Жанейро Гояния Куяба БразилиаКубок Америки по футболу 2021, Бразилия | Арена Пантанал                              |
| Рио-де-Жанейро Гояния Куяба БразилиаКубок Америки по футболу 2021, Бразилия | Рио-де-Жанейро Гояния Куяба БразилиаКубок Америки по футболу 2021, Бразилия | Вместимость: 41 112                         |
| Рио-де-Жанейро Гояния Куяба БразилиаКубок Америки по футболу 2021, Бразилия | Рио-де-Жанейро Гояния Куяба БразилиаКубок Америки по футболу 2021, Бразилия |                                             |
| Рио-де-Жанейро                                                              | Рио-де-Жанейро                                                              | Гояния                                      |
| Маракана                                                                    | Олимпийский стадион Нилтона Сантоса                                         | Олимпийский стадион Педру Лудовику Тейшейры |
| Вместимость: 74 738                                                         | Вместимость: 44 661                                                         | Вместимость: 13 500                         |
|                                                                             |                                                                             |                                             |

### Формат
Турнир делится на следующие раунды: первый — групповой этап, второй — четвертьфиналы, третий — полуфиналы, и последний — финал.
На групповом этапе команды поделены на две группы по пять команд. Матчи разыгрываются по системе «все против всех», по итогам каждого тура командам присуждается определённое количество очков:
- 3 — за победу
- 1 — за ничью
- 0 — за поражение.

#### Критерии классификации команд
В случае, если две и более команды набирают одинаковое количество очков, они классифицируются по следующим критериям:
- Разница мячей во всех групповых матчах
- Количество забитых голов во всех групповых матчах
- Результат очных встреч (далее — разница мячей и забитые голы).

Если даже после этого необходимо выявить победителя между двумя командами в случае ничьей по всем критериям, то для этого между ними будет проводиться серия пенальти.
Сборные, занявшие первые четыре места, выходят в четвертьфинал.
Все матчи будут проходить в соответствии с графиком турнира.

## Участники
В турнире примут участие все 10 сборных КОНМЕБОЛ. Две приглашённые команды, которыми изначально были Австралия и Катар, отказались от участия.
- Аргентина
- Боливия
- Бразилия (Ч, Х)
- Венесуэла
- Колумбия
- Парагвай
- Перу
- Уругвай
- Чили
- Эквадор

(Х) Хозяева; (Ч) Действующий чемпион.

### Жеребьёвка
Как таковой жеребьёвки не было. КОНМЕБОЛ сообщила, что команды будут распределены на две группы по географическому признаку.

## Судьи
| Патрисио Лоустау Нестор Питана Хери Варгас Рафаэл Клаус Вилтон Сампайо Алексис Эррера Хесус Хиль Мансано Вильмар Рольдан | Андрес Рохас Эбер Акино Виктор Каррильо Леодан Гонсалес Эстебан Остохич Роберто Тобар Гильермо Герреро |

## Групповой этап

### Группа A
| Поз | Команда   | И | В | Н | П | МЗ | МП | РМ | О  | Квалификация     |
| --- | --------- | - | - | - | - | -- | -- | -- | -- | ---------------- |
| 1   | Аргентина | 4 | 3 | 1 | 0 | 7  | 2  | +5 | 10 | Выход в плей-офф |
| 2   | Уругвай   | 4 | 2 | 1 | 1 | 4  | 2  | +2 | 7  | Выход в плей-офф |
| 3   | Парагвай  | 4 | 2 | 0 | 2 | 5  | 3  | +2 | 6  | Выход в плей-офф |
| 4   | Чили      | 4 | 1 | 2 | 1 | 3  | 4  | −1 | 5  | Выход в плей-офф |
| 5   | Боливия   | 4 | 0 | 0 | 4 | 2  | 10 | −8 | 0  |                  |

| Аргентина | 1:1     | Чили       |
| --------- | ------- | ---------- |
| Месси 33′ | (отчёт) | Варгас 57′ |

| Парагвай                   | 3:1     | Боливия             |
| -------------------------- | ------- | ------------------- |
| Каку 62′ · Ромеро 65′, 80′ | (отчёт) | Сааведра 10′ (пен.) |

| Чили         | 1:0     | Боливия |
| ------------ | ------- | ------- |
| Бреретон 10′ | (отчёт) |         |

| Аргентина    | 1:0     | Уругвай |
| ------------ | ------- | ------- |
| Родригес 13′ | (отчёт) |         |

| Уругвай    | 1:1     | Чили       |
| ---------- | ------- | ---------- |
| Суарес 66′ | (отчёт) | Варгас 26′ |

| Аргентина | 1:0     | Парагвай |
| --------- | ------- | -------- |
| Гомес 10′ | (отчёт) |          |

| Боливия | 0:2     | Уругвай                          |
| ------- | ------- | -------------------------------- |
|         | (отчёт) | Кинтерос 40′ (авт.) · Кавани 79′ |

| Чили | 0:2     | Парагвай                          |
| ---- | ------- | --------------------------------- |
|      | (отчёт) | Самудио 33′ · Альмирон 58′ (пен.) |

| Уругвай           | 1:0     | Парагвай |
| ----------------- | ------- | -------- |
| Кавани 21′ (пен.) | (отчёт) |          |

| Боливия      | 1:4     | Аргентина                                           |
| ------------ | ------- | --------------------------------------------------- |
| Сааведра 60′ | (отчёт) | Гомес 6′ · Месси 33′ (пен.), 42′ · Ла. Мартинес 65′ |

### Группа B
| Поз | Команда      | И | В | Н | П | МЗ | МП | РМ | О  | Квалификация     |
| --- | ------------ | - | - | - | - | -- | -- | -- | -- | ---------------- |
| 1   | Бразилия (Х) | 4 | 3 | 1 | 0 | 10 | 2  | +8 | 10 | Выход в плей-офф |
| 2   | Перу         | 4 | 2 | 1 | 1 | 5  | 7  | −2 | 7  | Выход в плей-офф |
| 3   | Колумбия     | 4 | 1 | 1 | 2 | 3  | 4  | −1 | 4  | Выход в плей-офф |
| 4   | Эквадор      | 4 | 0 | 3 | 1 | 5  | 6  | −1 | 3  | Выход в плей-офф |
| 5   | Венесуэла    | 4 | 0 | 2 | 2 | 2  | 6  | −4 | 2  |                  |

| Бразилия                                        | 3:0     | Венесуэла |
| ----------------------------------------------- | ------- | --------- |
| Маркиньос 23′ · Неймар 64′ (пен.) · Габриел 89′ | (отчёт) |           |

| Колумбия    | 1:0     | Эквадор |
| ----------- | ------- | ------- |
| Кардона 42′ | (отчёт) |         |

| Колумбия | 0:0     | Венесуэла |
| -------- | ------- | --------- |
|          | (отчёт) |           |

| Бразилия                                                               | 4:0     | Перу |
| ---------------------------------------------------------------------- | ------- | ---- |
| Алекс Сандро 12′ · Неймар 68′ · Эвертон Рибейро 89′ · Ришарлисон 90+3′ | (отчёт) |      |

| Венесуэла                     | 2:2     | Эквадор                      |
| ----------------------------- | ------- | ---------------------------- |
| Кастильо 51′ · Эрнандес 90+1′ | (отчёт) | Ай. Пресьядо 39′ · Плата 71′ |

| Колумбия         | 1:2     | Перу                        |
| ---------------- | ------- | --------------------------- |
| Борха 53′ (пен.) | (отчёт) | Пенья 17′ · Мина 64′ (авт.) |

| Эквадор                               | 2:2     | Перу                        |
| ------------------------------------- | ------- | --------------------------- |
| Тапиа 23′ (авт.) · Ай. Пресьядо 45+3′ | (отчёт) | Лападула 49′ · Каррильо 54′ |

| Бразилия                      | 2:1     | Колумбия |
| ----------------------------- | ------- | -------- |
| Фирмино 78′ · Каземиро 90+10′ | (отчёт) | Диас 10′ |

| Бразилия    | 1:1     | Эквадор  |
| ----------- | ------- | -------- |
| Милитан 37′ | (отчёт) | Мена 53′ |

| Венесуэла | 0:1     | Перу         |
| --------- | ------- | ------------ |
|           | (отчёт) | Каррильо 48′ |

## Плей-офф

### Сетка
|  | Четвертьфиналы                          | Четвертьфиналы                          |                                     |       | Полуфиналы        | Полуфиналы        |  |  | Финал | Финал |
|  |                                         |                                         |                                     |       |                   |                   |  |  |       |       |
|  | 3 июля — Бразилиа                       |                                         |                                     |       |                   |                   |  |  |       |       |
|  |                                         |                                         |                                     |       |                   |                   |  |  |       |       |
|  | Аргентина                               | 3                                       |                                     |       |                   |                   |  |  |       |       |
|  | Аргентина                               | 3                                       | 6 июля — Бразилиа                   |       |                   |                   |  |  |       |       |
|  | Эквадор                                 | 0                                       |                                     |       |                   |                   |  |  |       |       |
|  | Эквадор                                 | 0                                       | Аргентина (пен.)                    | 1 (3) |                   |                   |  |  |       |       |
|  | 3 июля — Гояния                         |                                         | Аргентина (пен.)                    | 1 (3) |                   |                   |  |  |       |       |
|  |                                         | Колумбия                                | 1 (2)                               |       |                   |                   |  |  |       |       |
|  | Уругвай                                 | Колумбия                                | 1 (2)                               | 0 (2) |                   |                   |  |  |       |       |
|  | Уругвай                                 |                                         | 10 июля — Рио-де-Жанейро (Маракана) | 0 (2) |                   |                   |  |  |       |       |
|  | Колумбия (пен.)                         | 0 (4)                                   |                                     |       |                   |                   |  |  |       |       |
|  | Колумбия (пен.)                         | 0 (4)                                   | Аргентина                           | 1     |                   |                   |  |  |       |       |
|  | 2 июля — Рио-де-Жанейро (Нилтон Сантос) |                                         | Аргентина                           | 1     |                   |                   |  |  |       |       |
|  |                                         | Бразилия                                | 0                                   |       |                   |                   |  |  |       |       |
|  | Бразилия                                | Бразилия                                | 0                                   | 1     |                   |                   |  |  |       |       |
|  | Бразилия                                | 5 июля — Рио-де-Жанейро (Нилтон Сантос) |                                     | 1     |                   |                   |  |  |       |       |
|  | Чили                                    | 0                                       |                                     |       |                   |                   |  |  |       |       |
|  | Чили                                    | 0                                       | Бразилия                            | 1     |                   |                   |  |  |       |       |
|  | 2 июля — Гояния                         |                                         | Бразилия                            | 1     |                   |                   |  |  |       |       |
|  |                                         | Перу                                    | 0                                   |       | Матч за 3-е место | Матч за 3-е место |  |  |       |       |
|  | Перу (пен.)                             | Перу                                    | 0                                   | 3 (4) | Матч за 3-е место | Матч за 3-е место |  |  |       |       |
|  | Перу (пен.)                             |                                         | 9 июля — Бразилиа                   | 3 (4) |                   |                   |  |  |       |       |
|  | Парагвай                                | 3 (3)                                   |                                     |       |                   |                   |  |  |       |       |
|  | Парагвай                                | 3 (3)                                   | Колумбия                            | 3     |                   |                   |  |  |       |       |
|  |                                         |                                         |                                     |       |                   |                   |  |  |       |       |
|  | Перу                                    | 2                                       |                                     |       |                   |                   |  |  |       |       |
|  | Перу                                    | 2                                       |                                     |       |                   |                   |  |  |       |       |

### Четвертьфиналы
| Перу                                                | 3:3 (доп. вр.) | Парагвай                                                   |
| --------------------------------------------------- | -------------- | ---------------------------------------------------------- |
| Гомес 21′ (авт.) · Лападула 40′ · Йотун 80′         | (отчёт)        | Гомес 11′ · Алонсо 54′ · Авалос 90′                        |
| Пенальти                                            |                |                                                            |
| Лападула · Йотун · Орменьо · Тапиа · Куэва · Трауко | 4:3            | А. Ромеро · Алонсо · Мартинес · Самудио · Пирис · Эспинола |

| Бразилия         | 1:0     | Чили |
| ---------------- | ------- | ---- |
| Лукас Пакета 46′ | (отчёт) |      |

| Уругвай                           | 0:0 (доп. вр.) | Колумбия                       |
| --------------------------------- | -------------- | ------------------------------ |
|                                   | (отчёт)        |                                |
| Пенальти                          |                |                                |
| Кавани · Хименес · Суарес · Винья | 2:4            | Сапата · Санчес · Мина · Борха |

| Аргентина                                     | 3:0     | Эквадор |
| --------------------------------------------- | ------- | ------- |
| де Пауль 40′ · Ла. Мартинес 84′ · Месси 90+3′ | (отчёт) |         |

### Полуфиналы
| Бразилия         | 1:0     | Перу |
| ---------------- | ------- | ---- |
| Лукас Пакета 35′ | (отчёт) |      |

| Аргентина                                 | 1:1 (доп. вр.) | Колумбия                                   |
| ----------------------------------------- | -------------- | ------------------------------------------ |
| Ла. Мартинес 7′                           | (отчёт)        | Диас 61′                                   |
| Пенальти                                  |                |                                            |
| Месси · де Пауль · Паредес · Ла. Мартинес | 3:2            | Куадрадо · Санчес · Мина · Борха · Кардона |

### Матч за 3-е место
| Колумбия                       | 3:2     | Перу                     |
| ------------------------------ | ------- | ------------------------ |
| Куадрадо 49′ · Диас 66′, 90+4′ | (отчёт) | Йотун 45′ · Лападула 82′ |

### Финал
| Аргентина    | 1:0     | Бразилия |
| ------------ | ------- | -------- |
| Ди Мария 22′ | (отчёт) |          |

## Чемпион
| Кубок Америки по футболу 2021 |
| Аргентина 15 титул            |

## Статистика

### Бомбардиры
4 гола
- Лионель Месси

| - Луис Диас |

3 гола
| - Лаутаро Мартинес | - Джанлука Лападула |  |

2 гола
| - Алехандро Гомес - Эрвин Сааведра - Лукас Пакета - Неймар | - Анхель Ромеро - Йосимар Йотун - Андре Каррильо | - Эдинсон Кавани - Эдуардо Варгас - Айртон Пресьядо |

1 гол
| - Анхель Ди Мария - Родриго де Пауль - Гидо Родригес - Алекс Сандро - Габриел Барбоза - Каземиро - Маркиньос - Эдер Милитан - Эвертон Рибейро | - Ришарлисон - Роберто Фирмино - Эдсон Кастильо - Рональд Эрнандес - Мигель Борха - Эдвин Кардона - Хуан Куадрадо - Габриэль Авалос - Хуниор Алонсо | - Мигель Альмирон - Алехандро Гамарра - Густаво Гомес - Брайан Самудио - Серхио Пенья - Луис Суарес - Бен Бреретон - Анхель Мена - Гонсало Плата |

Автоголы
- Хайро Кинтерос (за Уругвай)
- Ерри Мина (за Перу)
- Густаво Гомес (за Перу)
- Ренато Тапиа (за Эквадор)

### Авторы голевых передач
5 голевых передач
- Лионель Месси

3 голевых передачи
- Неймар

2 голевых передачи
- Кристиан Куэва

1 голевая передача
| - Серхио Агуэро - Родриго де Пауль - Анхель Ди Мария - Леонель Хустиниано - Габриэл Жезус - Ренан Лоди - Ришарлисон - Фред - Эвертон - Эдсон Кастильо | - Хосе Мартинес - Мигель Борха - Камило Варгас - Эдвин Кардона - Хуан Куадрадо - Луис Мурьель - Габриэль Авалос - Мигель Альмирон - Расиэль Гарсия - Йосимар Йотун | - Андре Каррильо - Джанлука Лападула - Бен Бреретон - Эдуардо Варгас - Матиас Весино - Факундо Торрес - Роберт Арболеда - Эннер Валенсия - Дамиан Диас |

## Лучшие игроки матчей
После каждого матча турнира КОНМЕБОЛ выбирает игрока, проявившего себя лучше остальных в этом поединке.
| Групповой этап — Тур 1 | Групповой этап — Тур 1 | Групповой этап — Тур 2 | Групповой этап — Тур 2 | Групповой этап — Тур 3 | Групповой этап — Тур 3 | Групповой этап — Тур 4 | Групповой этап — Тур 4 | Групповой этап — Тур 5 | Групповой этап — Тур 5 | Плей-офф          | Плей-офф |
| Игрок                  | Матч                   | Игрок                  | Матч                   | Игрок                  | Матч                   | Игрок                  | Матч                   | Игрок                  | Матч                   | Игрок             | Матч     |
| ---------------------- | ---------------------- | ---------------------- | ---------------------- | ---------------------- | ---------------------- | ---------------------- | ---------------------- | ---------------------- | ---------------------- | ----------------- | -------- |
| Маркиньос              | 3:0                    | Вилькер Фариньес       | 0:0                    | Гонсало Плата          | 2:2                    | Джанлука Лападула      | 2:2                    | Эннер Валенсия         | 1:1                    | Джанлука Лападула | 3:3      |
| Давид Оспина           | 1:0                    | Неймар                 | 4:0                    | Ренато Тапиа           | 1:2                    | Луис Диас              | 2:1                    | Андре Каррильо         | 0:1                    | Неймар            | 1:0      |
| Лионель Месси          | 1:1                    | Эдуардо Варгас         | 1:0                    | Чарлес Арангис         | 1:1                    | Найтан Нандес          | 0:2                    | Лионель Месси          | 1:4                    | Давид Оспина      | 0:0      |
| Алехандро Гамарра      | 3:1                    | Лионель Месси          | 1:0                    | Анхель Ди Мария        | 1:0                    | Мигель Альмирон        | 0:2                    | Родриго Бентанкур      | 1:0                    | Лионель Месси     | 3:0      |
|                        |                        |                        |                        |                        |                        |                        |                        |                        |                        | Неймар            | 1:0      |
|                        |                        |                        |                        |                        |                        |                        |                        |                        |                        | Эмилиано Мартинес | 1:1      |
|                        |                        |                        |                        |                        |                        |                        |                        |                        |                        | Луис Диас         | 3:2      |
|                        |                        |                        |                        |                        |                        |                        |                        |                        |                        | Анхель Ди Мария   | 1:0      |

## Турнирная таблица
Ниже представлена сводная таблица команд на Кубке Америки. Если в матчах на вылет после окончания основного времени счёт был равным, то обе команды получали по одному очку.
| Команда                                    | И | В | Н | П | ГЗ | ГП | РГ | О  |
| ------------------------------------------ | - | - | - | - | -- | -- | -- | -- |
| Аргентина                                  | 7 | 5 | 2 | 0 | 12 | 3  | +9 | 17 |
| Бразилия                                   | 7 | 5 | 1 | 1 | 12 | 3  | +9 | 16 |
| Колумбия                                   | 7 | 2 | 3 | 2 | 7  | 7  | 0  | 9  |
| Перу                                       | 7 | 2 | 2 | 3 | 10 | 14 | -4 | 8  |
| Команды, вылетевшие после четвертьфиналов  |   |   |   |   |    |    |    |    |
| Уругвай                                    | 5 | 2 | 2 | 1 | 4  | 2  | +2 | 8  |
| Парагвай                                   | 5 | 2 | 1 | 2 | 8  | 6  | +2 | 7  |
| Чили                                       | 5 | 1 | 2 | 2 | 3  | 5  | -2 | 5  |
| Эквадор                                    | 5 | 0 | 3 | 2 | 5  | 9  | -4 | 3  |
| Команды, вылетевшие после группового этапа |   |   |   |   |    |    |    |    |
| Венесуэла                                  | 4 | 0 | 2 | 2 | 2  | 6  | -4 | 2  |
| Боливия                                    | 4 | 0 | 0 | 4 | 2  | 10 | -8 | 0  |

## Награды
По окончании турнира были вручены следующие награды:
- Награда лучшему игроку:  Лионель Месси
- Приз лучшему бомбардиру:  Лионель Месси и  Луис Диас (по 4 гола)
- Приз лучшему вратарю:  Эмилиано Мартинес
- Приз фейр-плей:  Бразилия

## Символическая сборная
- Вратарь
  -  Эмилиано Мартинес
- Защитники
  -  Маурисио Исла
  -  Кристиан Ромеро
  -  Маркиньос
  -  Первис Эступиньян
- Полузащитники
  -  Родриго де Пауль
  -  Каземиро
  -  Йосимар Йотун
- Нападающие
  -  Лионель Месси
  -  Неймар
  -  Луис Диас

## Символы и атрибуты

### Официальный мяч турнира
Официальным мячом турнира является мяч Nike Flight, заменивший мяч Nike Merlin, который был объявлен официальным мячом Кубка Америки 2020 года.

### Талисман
Талисманом турнира стал пёс Пибе. Название талисмана было выбрано голосованием, набрав 64 % голосов. Пибе — это прозвище одного из лучших футболистов в истории Колумбии Карлоса Вальдеррамы, а также диалектизм, которым на юге континента (в том числе в Аргентине) называют детей.

### Официальный гимн турнира
12 мая 2021 года в социальных сетях КОНМЕБОЛ был представлен официальный гимн турнира. Им стала адаптированная версия песни «La Gozadera» кубинской группы Gente de Zona и пуэрто-риканского певца Марка Энтони.

## Комментарии
1. 1 2 3 4 5 6 7 8 9 10 11 12 13 14 15 16 17 18 19 20 21 22 23 24 25 26 27  В связи с пандемией COVID-19 в Южной Америке матч проходил без зрителей.